# Жозі Дешайє
Жозі́ Дешайє́ (фр. Josée Deshaies; нар. ?, Монреаль, Канада) — франко-канадська кінооператорка.

## Біографія
Жозі Дешайє вивчала історії мистецтва в Італії, перш ніж почала працювати асистентом оператора та оператором-постановником в Монреалі, Канада. Свою кар'єру в кіно вона почала в 1996 році зі співпраці з Бертраном Бонелло, для якого вона надалі зняла майже всі його фільми, і який став її супутником життя.. У Жозі є дочка, яка народилася в 2003 році.
У 2012 році Жозі Дешайє була номінована за найкращу операторську роботу у фільмі Бертрана Бонелло «Будинок терпимості», та в 2015 році за його ж фільм «Святий Лоран. Страсті великого кутюр'є».

## Фільмографія
| Рік  |     | Назва українською                      | Оригінальна назва                           | Режисер                          |
| ---- | --- | -------------------------------------- | ------------------------------------------- | -------------------------------- |
| 1996 | к/м | Хто я                                  | Qui je suis                                 | Бертран Бонелло                  |
| 1998 |     | Щось органічне                         | Quelque chose d'organique                   | Бертран Бонелло                  |
| 2000 |     | Ліва половина холодильника             | La moitié gauche du frigo                   | Філіпп Фалардо                   |
| 2001 |     | Порнограф                              | Le pornographe                              | Бертран Бонелло                  |
| 2002 |     |                                        | Royal Bonbon                                | Чарльз Найман                    |
| 2002 | к/м | Пригоди Джеймса і Девіда               | The Adventures of James and David           | Бертран Бонелло                  |
| 2003 |     | Тірезія                                | Tiresia                                     | Бертран Бонелло                  |
| 2005 |     | Невидимки                              | Les invisibles                              | Тьєррі Жусс                      |
| 2005 |     | Хованки                                | Cache cache                                 | Ів Комон                         |
| 2005 | к/м | Сінді: Моя лялька                      | Cindy: The Doll Is Mine                     | Бертран Бонелло                  |
| 2006 | к/м | Наступного дня я помру                 | Le jour de ma mort                          | Тьєррі де Перетті                |
| 2006 | к/м | Незрілий                               | L'immature                                  | Едріан Сміт                      |
| 2006 | к/м | Моя нова картина                       | My New Picture                              | Бертран Бонелло                  |
| 2007 |     | Людський чинник                        | La question humaine                         | Ніколя Клотц                     |
| 2007 |     | Поки я не забув                        | Avant que j'oublie                          | Жак Ноло                         |
| 2007 |     | 24 заходи                              | 24 mesures                                  | Джаліль Леспер                   |
| 2007 | к/м | Дві клітки без птахів                  | Deux cages sans oiseaux                     | Матьє Амальрік                   |
| 2008 |     | На війні                               | De la guerre                                | Бертран Бонелло                  |
| 2008 |     | Вона хоче хаосу                        | Elle veut le chaos                          | Дені Коте                        |
| 2009 |     | Юкі і Ніна                             | Yuki & Nina                                 | Іпполіт Жирардо та Нобухіро Сува |
| 2010 |     | Ребекка А.                             | Rebecca H. (Return to the Dogs)             | Лодж Керріган                    |
| 2010 | к/м | Де Хлопчики                            | Where the Boys Are                          | Бертран Бонелло                  |
| 2010 |     | Керлінг                                | Curling                                     | Дені Коте                        |
| 2010 |     | Край                                   | La lisière                                  | Джеральдін Бажар                 |
| 2010 |     | Будинок терпимості                     | L'Apollonide (Souvenirs de la maison close) | Бертран Бонелло                  |
| 2011 |     | Зустрічний вітер                       | Des vents contraires                        | Джаліль Леспер                   |
| 2012 |     | Інгрід Кавен, музика і голос           | Ingrid Caven, musique et voix               | Бертран Бонелло                  |
| 2013 | к/м | Незвичайна людина                      | Quelqu'un d'extraordinaire                  |                                  |
| 2013 |     | Джекі в царстві жінок                  | Jacky au royaume des filles                 | Ріад Саттуф                      |
| 2014 |     | Святий Лоран. Страсті великого кутюр'є | Saint Laurent                               | Бертран Бонелло                  |
| 2015 |     | Ягня                                   | Lamb                                        | Яред Зелек                       |
| 2015 |     | Ендорфін                               | Endorphine                                  | Андре Тюрпен                     |
| 2016 |     | Неллі                                  | Nelly                                       | Енн Емонд                        |
| 2017 |     |                                        | Birthmarked                                 | Емануєль Осс-Демаре              |

## Визнання
| Рік                       | Категорія                    | Номінант                               | Результат |
| ------------------------- | ---------------------------- | -------------------------------------- | --------- |
| Премія «Сезар»            |                              |                                        |           |
| 2012                      | Найкраща операторська робота | Будинок терпимості                     | Номінація |
| 2015                      | Найкраща операторська робота | Святий Лоран. Страсті великого кутюр'є | Номінація |
| Премія «Люм'єр»           |                              |                                        |           |
| 2015                      | Найкращий кінооператор       | Святий Лоран. Страсті великого кутюр'є | Номінація |
| Канадські нагороди екрану |                              |                                        |           |
| 2017                      | Операторське досягнення      | Неллі                                  | Номінація |